# بنزاتین بنزیل‌پنی‌سیلین
بنزاتین بنزیل‌پنی‌سیلین (انگلیسی: Benzathine benzylpenicillin) که با نام بنزاتین پنی‌سیلین جی نیز شناخته می شود یک آنتی بیوتیک از دسته پنی سیلین ها است که در درمان طیف گسترده ای از بیماری های ناشی از باکتری های بیماری زا کاربرد دارد. این دارو به طور ویژه در درمان گلودرد استرپتوکوکی، دیفتری، سیفلیس و بیماری یاز کاربرد داشته و به صورت تزریق عضلانی مصرف می شود.
این آنتی بیوتیک در فهرست داروهای ضروری سازمان جهانی بهداشت قرار داشته و به طور عمومی مصرف آن در دوره بارداری ایمن شناخته می شود.

## عوارض جانبی
شامل واکنش های آلرژیک از جمله آنافیلاکسی و درد در ناحیه تزریق است.